# 加里曼丹树鼩
加里曼丹树鼩（学名：Tupaia salatana）是树鼩属的一个种。它最初被描述为长脚树鼩的一个亚种，后来被列为普通树鼩的次异名，然后才恢复到之前的亚种状态。它在2013年被提升为种状态。它位于印度尼西亚婆罗洲岛的南部。